# Anne Grete Preus
Anne Grete Preus (ur. 22 maja 1957 w Haugesund, zm. 25 sierpnia 2019) – norweska wokalistka rockowa i gitarzystka.
Początek kariery i największą popularność w Norwegii zyskała w latach 80. i 90. XX wieku, najpierw jako członkini zespołów Veslefrikk i Can Can, a później jako artystka solowa. Wydała dziewięć albumów, zdobywczyni wielu nagród muzycznych w tym m.in. Spellemannprisen.
W 2008 roku pojawiła się jako narrator w sztuce Arts Alliance, Tożsamość duszy.
W 2007 roku zachorowała na raka wątroby. Na początku 2019 roku musiała odwołać zaplanowane na lato koncerty z powodu choroby. 